# 武州日野駅

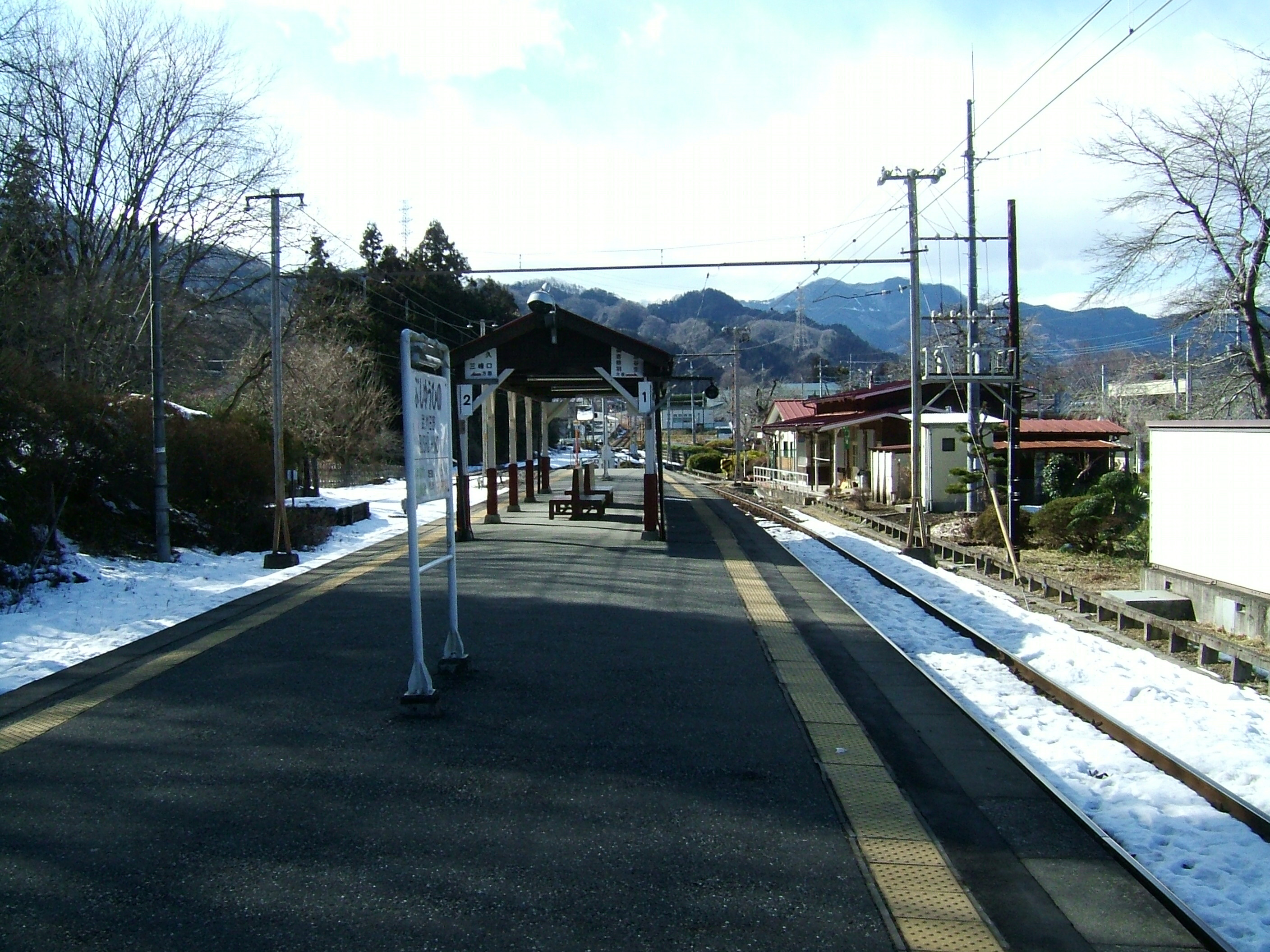
ホーム（2008年2月）

武州日野駅（ぶしゅうひのえき）は、埼玉県秩父市荒川日野にある秩父鉄道秩父本線の駅である。駅番号はCR35。

## 歴史
- 1930年（昭和5年）3月15日：開業。
- 2022年（令和4年）3月12日：ICカード「PASMO」の利用が可能となる[1]。同時に無人化[1]。

## 駅構造
島式ホーム1面2線を有する地上駅。無人駅である。簡易PASMO改札機設置駅。
無人化以前は業務委託駅（管理駅:秩父駅）であり、駅係員勤務時間は平日の火・木・金曜日は7:50 - 16:50、平日の月・水曜日は終日無人、土休日は8:30 - 17:00となっていた。
トイレは、改札外にあり水洗式。
| 番線 | 路線    | 方向 | 行先                                     |
| ---- | ------- | ---- | ---------------------------------------- |
| 1    | ■秩父線 | 上り | 秩父・長瀞・寄居・熊谷・行田市・羽生方面 |
| 2    | ■秩父線 | 下り | 三峰口方面                               |

このほか、南側に側線がある。

## 利用状況
- 2019年度の1日平均乗車人員は94人である。

| 年度               | 乗車人員 （1日平均） |
| ------------------ | -------------------- |
| 2009年（平成21年） | 148                  |
| 2010年（平成22年） | 137                  |
| 2011年（平成23年） | 120                  |
| 2012年（平成24年） | 113                  |
| 2013年（平成25年） | 113                  |
| 2014年（平成26年） | 107                  |
| 2015年（平成27年） | 107                  |
| 2016年（平成28年） | 107                  |
| 2017年（平成29年） | 97                   |
| 2018年（平成30年） | 93                   |
| 2019年（令和元年） | 94                   |

## 駅周辺
駅周辺は旧荒川村の中心地である。
- 国道140号
- 埼玉県道72号秩父荒川線
- 荒川
  - 日野鷺橋
  - 荒川橋
- 安谷川
  - 安谷川橋梁
- 道の駅あらかわ
- 秩父市役所荒川総合支所
- 秩父市荒川保健センター
- 秩父市荒川労働者福祉センター
- 秩父消防署南分署（秩父広域市町村圏組合）
- 秩父市立荒川図書館
- 荒川歴史民俗資料館
- 秩父市立荒川中学校
- 秩父市立荒川幼稚園
- 浅間神社
- 川浦谷キャンプ場
- 弟富士カタクリ園
- 大塚カタクリの里
- 花ハス園・水芭蕉園
- 日野鉱泉
- キングダムゴルフクラブ

## 隣の駅
秩父鉄道
■秩父本線
□SLパレオエクスプレス・■急行「秩父路」（土休日のみ運転）
通過
□各駅停車
武州中川駅 (CR34) - 武州日野駅 (CR35) - 白久駅 (CR36)